# ذا دارك بيكتشرز أنثولوجي: هاوس أوف آشيس
ذا دارك بيكتشرز أنثولوجي: هاوس أوف آشيس (بالإنجليزية: The Dark Pictures Anthology: House of Ashes)‏ هي لعبة فيديو من تطوير سوبرماسيف غيمز، ونشر بانداي نامكو إنترتينمنت، توفر اللعبة 13 لغة، ومن بينها العربية.